# Anyphaenoides brescoviti
Anyphaenoides brescoviti là một loài nhện trong họ Anyphaenidae.
Loài này thuộc chi Anyphaenoides. Anyphaenoides brescoviti được Léon Baert miêu tả năm 1995.